# Foxtrot (Kriminelles Netzwerk)
Foxtrot ist ein kriminelles Netzwerk in Schweden. Mutmaßlicher Anführer ist der türkische Staatsbürger Rawa Majid, der auch als "kurdiska räven" (kurdischer Fuchs) bekannt ist.

## Geschichte
Der im Iran geborene und in Uppsala aufgewachsene Majid wird seit August 2020 wegen besonders schweren Drogenhandels und Vorbereitung eines Mordes international gesucht. Er soll sich mit einem sogenannten „Goldenen Pass“ in Istanbul aufhalten. Sein Netzwerk besteht hauptsächlich aus Personen im Alter zwischen 25 und 35 Jahren und umfasst mehrere seiner Verwandten.
Foxtrot wird vor allem mit Gewalttaten, darunter Schießereien und Überfällen, Waffenkriminalität sowie mit Drogendelikten in Verbindung gebracht. So bestehen Verbindungen zu einem großen Drogenring in Östersund. Neun Männer, die mit Majid in Verbindung stehen, wurden Ende Dezember 2022 wegen schwerer Drogen- und Waffendelikte angeklagt.
Im April 2022 wurde ein Mann, der als einer der engsten Freunde von Majid gilt, wegen schwerer Drogendelikte zu einer Haftstrafe von 9 Jahren und 6 Monaten verurteilt. Eine andere mit dem Netzwerk in Verbindung stehende Person, die 2021 aufgrund von organisiertem Drogenhandel verhaftet wurde, soll Kontakt zu anderen kriminellen Organisationen in Europa gehabt haben und an der Einfuhr großer Mengen von Drogen aus den Niederlanden nach Schweden beteiligt gewesen sein. Darüber hinaus wurde im Rahmen zahlreicher Ermittlungen festgestellt, dass Foxtrot mit dem in Jordbro ansässigen Bro-Netzwerk und dem Netzwerk Zero vernetzt ist. In der Vergangenheit kam es außerdem zu wechselseitigen Gewalttaten zwischen Majids Foxtrot-Netzwerk und dem Dalen-Netzwerk.
Ende September 2023 wurde in einem Vorort von Stockholm ein junger Mann in der Nähe eines Sportplatzes erschossen, auf dem gerade ein Training mit Kindern stattfand. Einige Stunden später wurden in einem anderen Vorort zwei Personen verletzt, von denen eine später starb. Drei Tatverdächtige wurden festgenommen. Kurz darauf starb eine 25-jährige Frau bei einer Explosion in einem Vorort von Uppsala. Es wird vermutet, dass zwei der tödlichen Vorfälle mit dem Foxtrot-Netzwerk in Verbindung stehen.
Der Gangster-Rapper "5iftyy" (geb. 2001) wird von der schwedischen Polizei ebenfalls mit dem Netzwerk in Verbindung gebracht. So bezieht er sich in mehreren seiner Lieder auf Foxtrot und würdigt die Mitglieder, die zurzeit in Haft sitzen.
Ulf Kristersson, seit dem 18. Oktober 2022 Ministerpräsident von Schweden, will im Kampf gegen die Bandenkriminalität in Schweden die Streitkräfte einsetzen und die Befugnisse der Polizei erweitern.
Ein 37-jährige Schwede wurde um den 21. Oktober 2023 in der serbischen Hauptstadt Belgrad festgenommen. Eine Staatsanwältin beschrieb ihn als den Tongeber auf dem schwedischen Drogenmarkt.  Fotos aus den Ermittlungen zeigen Drogenpakete mit der Aufschrift „Foxes“, einem Markenzeichen des Foxtrot-Netzwerks.